# Grönskimmertangara
Grönskimmertangara (Chlorochrysa phoenicotis) är en fågel i familjen tangaror inom ordningen tättingar.

## Utseende
Hane grönskimmertangara är en lysande smaragdgrön fågel med små röda och vita fläckar på huvudsidorna. Honan och ungfågeln är något mattare i färgerna och kan sakna fläckarna på huvudet.

## Utbredning och systematik
Fågeln förekommer i Anderna i västra Colombia och västra Ecuador. Den behandlas som monotypisk, det vill säga att den inte delas in i några underarter.

## Levnadssätt
Grönskimmertangaran hittas i bergsbelägna molnskogar. Den hittas vanligen i smågrupper som rör sig aktivt i skogens nedre och mellersta skikt, ofta som en del av kringvandrande artblandade flockar. I vissa områden besöker den fågelmatningar.

## Status
Trots det begränsade utbredningsområdet och att den tros minska i antal anses beståndet vara livskraftigt av internationella naturvårdsunionen IUCN.